# Gornji Rujani
Gornji Rujani – wieś w Bośni i Hercegowinie, w Federacji Bośni i Hercegowiny, w kantonie dziesiątym, w mieście Livno. W 2013 roku liczyła 368 mieszkańców, z czego większość stanowili Chorwaci.